# Ignacy Barski
Ignacy Barski, właściwe Ignacy Bobek, ps. „Józef”, „Trzciński” (ur. 8 stycznia 1893 w Nowym Sączu, zm. 5 stycznia 1963 w Rabce-Zdroju) – polski prawnik, działacz niepodległościowy, żołnierz armii austriackiej i Wojska Polskiego, starosta i urzędnik państwowy w II RP, członek Rady Pomocy Żydom „Żegota”, uczestnik Powstania Warszawskiego, obrońca w procesach politycznych w PRL, represjonowany przez władze komunistyczne. 

## Życiorys
Pochodził z rodziny robotniczej, ukończył studia prawnicze na Uniwersytecie Jagiellońskim. Od młodości zaangażowany w ruch niepodległościowy. Był organizatorem Drużyn Bartoszowych, w 1914 r. wstąpił do Legionu gen. Rajmunda Baczyńskiego, a następnie do Legionu Wschodniego. Po rozwiązaniu Legionu służył w armii austriackiej, dochodząc do stopnia chorążego. W 1918 r. brał udział w walkach o Lwów, a w 1920 r. w wojnie polsko-bolszewickiej. Jako prawnik służył w administracji państwowej, był m.in. starostą w Biłgoraju i Białej Podlaskiej, podprokuratorem w Zamościu oraz wojewódzkim inspektorem samorządowym we Lwowie. Otworzył też kancelarię prywatną. W 1930 zmienił nazwisko Bobek na Barski. Związał się ze Stronnictwem Narodowym, a następnie ze Stronnictwem Pracy. W czasie II wojny światowej czynnie angażował się w ratowanie Żydów, został członkiem Rady Pomocy Żydów przy Delegaturze Rządu na Kraj. Wstąpił w szeregi Armii Krajowej, w czasie Powstania Warszawskiego uczestniczył w pracach Biura Informacji i Propagandy oraz redakcji „Kuriera Stołecznego”. Po kapitulacji zbiegł z transportu do KL Auschwitz. Po wojnie zamieszkał w Krakowie. Jako adwokat bronił żołnierzy i działaczy PSL. Był inwigilowany przez UB, w latach 1949-1950 więziony. Odmówił współpracy z komunistyczną bezpieką. Po 1956 r. starał się o poprawienie losu żołnierzy polskiego podziemia, występował z wnioskami o rehabilitację skazanych. 
Pochowany na cmentarzu w Rabce-Zdroju (sektor 5, rząd 4, miejsce 37). 

## Życie prywatne
Był żonaty z Wandą Marią, z którą miał cztery córki. 

## Odznaczenia i nagrody
- Krzyż Walecznych
- Złoty Krzyż Zasługi
- Medal Niepodległości
- Medal Pamiątkowy za Wojnę 1918–1921
- Medal Dziesięciolecia Odzyskanej Niepodległości
- Krzyż Obrony Lwowa
- Krzyż Partyzancki